# Canton de Champaigne
Pour les articles homonymes, voir Canton de Champagne.
Le canton de Champaigne, ou canton de Champagne, est un ancien canton français du département de la Dordogne. Il faisait partie du district de Ribérac. Le canton avait pour chef-lieu Champaigne (aujourd'hui Champagne-et-Fontaine).

## Histoire
Le canton de Champaigne est créé en 1790 sous la Révolution en même temps que les départements. Il dépend du district de Ribérac jusqu'en 1795, date de suppression des districts.
Lorsque ce canton est supprimé par la loi du 8 pluviôse an IX (28 janvier 1801)  portant sur la « réduction du nombre de justices de paix », ses communes sont alors rattachées au canton de Verteillac dépendant de l'arrondissement de Ribérac.

## Composition
Il était composé de huit communes :
- Auriac-de-Bourzac[2] ;
- Champaigne[1] ;
- La Chapelle Gresignac[3] ;
- Cherval[4] ;
- Fontaines[5] ;
- Gouts[6] ;
- Nanteuil-de-Bourzac[7] ;
- Vendoire[8].